# Gol Transportes Aéreos Flight 1907
Gol Transportes Aéreos Flight 1907 var en Boeing 737-800 SFP med registrering PR-GTD, som på en flygtur mellan Manaus, Brasilien till Rio de Janeiro, med ett planerat stopp i Brasília den 29 september 2006 kolliderade med ett privatjetplan av typen Embraer Legacy 600 i delstaten Mato Grosso. Jetplanet skar upp passagerarplanets buk med sin vinge. Otroligt nog lyckades jetplanet flyga vidare och nödlanda på en flygbas i Para. Passagerarplanet störtade till följd av kollisionen. Vraket hittades dagen efter i regnskog i delstaten Mato Grosso. Alla 154 ombordvarande omkom.